# Traité de Beijing sur les interprétations et exécutions audiovisuelles
Le Traité de Beijing sur les interprétations et exécutions audiovisuelles est un traité multilatéral qui réglemente le droit d'auteur sur les interprétations audiovisuelles et étend les droits des artistes interprètes ou exécutants. Il a été adopté le 26 juin 2012 par la Conférence diplomatique sur la protection des interprétations et exécutions audiovisuelles de l'Organisation mondiale de la propriété intellectuelle, à laquelle ont participé 156 États membres de l'OMPI, six organisations intergouvernementales et six organisations non gouvernementales. 48 pays ont signé le traité le 26 juin, suivis par 19 autres pays en 2012 et 2013. Le traité est entré en vigueur le 28 avril 2020 après la réception de la 30e ratification ou adhésion et, en août 2021, comptait 42 parties contractantes,,.  
Le traité a été salué par les défenseurs des droits des artistes et des interprètes du monde entier ainsi que par certaines organisations à but non lucratif telles que Knowledge Ecology International, mais a également été critiqué par certains militants des droits numériques et de la culture libre tels que l'Electronic Frontier Foundation (EFF) selon laquelle il constituerait une atteinte à la liberté d'expression et aiderait les programmes de censure.

## Adoption du traité
Les négociations pour le traité ont duré 12 ans. Il a été adopté le 26 juin 2012 par la Conférence diplomatique de l'OMPI sur la protection des interprétations et exécutions audiovisuelles, qui s'est ouverte le 20 juin à Pékin. 156 États membres de l'OMPI, 6 organisations intergouvernementales et six organisations non gouvernementales ont participé à la conférence. 
L'Acte final du traité a été signé par 122 pays et le traité lui-même a recueilli 48 signatures de pays. Les signataires européens comprennent Chypre, le Danemark, la France, la Hongrie, l'Italie, la Moldavie, l'Espagne et la Suisse ; des Amériques,  le Chili, la Colombie, la Grenade, le Costa Rica, Haïti, la Jamaïque, le Mexique, le Nicaragua, le Pérou et les États-Unis d'Amérique ; et d'Asie, la Chine, la Mongolie et la Corée du Sud. La convention est restée ouverte à la signature pendant un an. Au cours de cette période, 19 pays supplémentaires et l'Union européenne ont rejoint les signataires (Autriche, Belgique, Bulgarie, Botswana, République tchèque, El Salvador, Estonie, Allemagne, Grèce, Guatemala, Honduras, Indonésie, Monténégro, Pologne, Qatar, Roumanie, Slovénie, le Royaume-Uni et le Zimbabwe). D'autres pays pourraient devenir parties au traité en y adhérant. Le traité n'est entré en vigueur qu'après avoir été ratifié par au moins 30 parties éligibles. 
En février 2016, le président américain Barack Obama a soumis le traité au Sénat américain pour ratification. Avec la ratification de l'Indonésie le 28 janvier 2020, le Traité est entré en vigueur pour ses 30 parties contractantes le 28 avril 2020. Les États membres de l’OMPI ont approuvé le traité en 2012 lors d’une conférence diplomatique organisée par le gouvernement chinois à Pékin, d’où le traité tire son nom. 
Depuis le 2 mars 2021, le traité n’est en vigueur ni dans l’UE, ni au Royaume-Uni, ni aux États-Unis. En effet, les signataires du traité doivent également ratifier le traité pour qu'il soit considéré comme « en vigueur ».

## Portée du traité
Le traité est un traité multilatéral qui réglemente le droit d'auteur sur les performances audiovisuelles. 
Selon l'OMPI, "le nouveau traité intègre pour la première fois les artistes interprètes de l'audiovisuel dans le cadre international du droit d'auteur de manière globale", en référence aux clauses consacrées à la protection de leurs œuvres sur Internet.  Il aborde la question du système de droit d'auteur discriminatoire à l'égard de certains groupes d'artistes interprètes, car les traités précédents, tels que le Traité de l'OMPI sur les interprétations et exécutions et les phonogrammes, se concentraient davantage sur les aspects sonores que visuels. Selon l'OMPI le traité renforce les droits économiques et les droits moraux des artistes interprètes ou exécutants de l'audiovisuel (les droits des artistes interprètes ou exécutants). Les droits économiques élargis leur donnent la possibilité de partager les revenus perçus par les producteurs sur les œuvres audiovisuelles distribuées à l'échelle internationale. Les droits moraux abordent des questions telles que le manque d’attribution et la distorsion. 

## Soutient au traité
Le traité a été salué par un certain nombre d'artistes interprètes ou exécutants audiovisuels. La publicité a été assurée par la présence et le soutien de plusieurs acteurs de renommée mondiale, notamment l'Américaine Meryl Streep, la Brésilienne Sônia Braga, le Chinois Mei Baojiu, les Espagnols Javier Bardem et Antonio Banderas, qui se sont exprimés à plusieurs reprises pour soutenir le traité. Des représentants gouvernementaux de la Chine, de l'UE et des États-Unis ont également soutenu l'initiative,. Les organisations soutenant le traité comprennent l'Alliance internationale pour la propriété intellectuelle.

## Critiques
Le traité a été critiqué par les spécialistes et militants des droits numériques et de la culture libre, car il donne aux acteurs le monopole de la décision sur la manière dont leurs performances audiovisuelles peuvent être utilisées. Les artistes en question ne sont plus tenus de détenir les droits d'auteur sur leur œuvre. Selon les critiques, il est possible que le nouveau traité rende de plus en plus illégale l'utilisation de clips de films, de séries télévisées et d'autres préférences similaires dans des mash-ups, remixes et parodies.  Les craintes exprimés portent sur le fait que cela ne permette aux acteurs et aux musiciens (qui sont également couverts par le traité) d'interdire toute parodie ou tout commentaire qui ne leur plaît pas, portant ainsi atteinte à la liberté d'expression et limitant l'utilisation équitable et les droits de réutilisation similaires,. Le professeur Hannibal Travis a noté que le traité facilite la mise en place de systèmes de censure.  Techdirt a fait remarquer que le traité permet également que ces nouveaux droits soient transférés aux producteurs, ce qui peut conduire à un système dans lequel les artistes interprètes seraient poussés à de tels transferts, renforçant ainsi davantage les producteurs et les organisations comme la RIAA et la MPAA,.